# Liste der Baudenkmale in Raben Steinfeld
In der Liste der Baudenkmale in Raben Steinfeld sind alle Baudenkmale der Gemeinde Raben Steinfeld (Landkreis Ludwigslust-Parchim) und ihrer Ortsteile aufgelistet (Stand: Januar 2021).

## Raben Steinfeld
| ID | Lage                              | Bezeichnung                          | Beschreibung | Bild                                 |
| -- | --------------------------------- | ------------------------------------ | ------------ | ------------------------------------ |
|    | an der Crivitzer Chaussee (Karte) | Todesmarschgedenkstätte „Die Mutter“ |              | Todesmarschgedenkstätte „Die Mutter“ |
|    | Charlottenberg 1 (Karte)          | Forsthaus, Stall                     |              |                                      |
|    | Charlottenberg 2 (Karte)          | Villa mit Torgitter                  |              |                                      |
|    | Forststraße 11 (Karte)            | Schloss und Park                     |              | Schloss und Park                     |
|    | Gartenweg 1/3                     | Wohnhaus (ehem. Inspektorenhaus)     |              |                                      |
|    | Leezener Straße 7 (Karte)         | Wohnhaus                             |              |                                      |
|    | Leezener Straße 9 (Karte)         | Wohnhaus                             |              |                                      |
|    | Leezener Straße 11 (Karte)        | Wohnhaus                             |              |                                      |
|    | Leezener Straße 13 (Karte)        | Wohnhaus                             |              |                                      |
|    | Leezener Straße 12 (Karte)        | Wohnhaus                             |              |                                      |
|    | Leezener Straße 14 (Karte)        | Postamt, ehem.                       |              |                                      |
|    | Leezener Straße 19 (Karte)        | Wohnhaus                             |              |                                      |
|    | Leezener Straße 17 (Karte)        | Wohnhaus                             |              |                                      |
|    | Leezener Straße 21 (Karte)        | Wohnhaus                             |              |                                      |
|    | Leezener Straße 23 (Karte)        | Wohnhaus                             |              |                                      |
|    | Leezener Straße 25 (Karte)        | Wohnhaus                             |              |                                      |
|    | Leezener Straße 27 (Karte)        | Wohnhaus                             |              |                                      |
|    | Leezener Straße 29 (Karte)        | Wohnhaus                             |              |                                      |
|    | Leezener Straße 31 (Karte)        | Wohnhaus                             |              |                                      |
|    | Leezener Straße 33 (Karte)        | Wohnhaus                             |              |                                      |
|    | Leezener Straße                   | Kriegerdenkmal 1914/18               |              |                                      |
|    | Leezener Straße                   | Wegweiser                            |              |                                      |
|    | Lindenplatz 1 (Karte)             | Marstall, ehem.                      |              |                                      |
|    | Lindenplatz 2 (Karte)             | Marstall, ehem.                      |              |                                      |
|    | Lindenplatz 3 (Karte)             | Marstall, ehem.                      |              |                                      |
|    | Lindenplatz 4 (Karte)             | Remise, ehem.                        |              |                                      |
|    | Lindenplatz 5 (Karte)             | Remise, ehem.                        |              |                                      |
|    | Lindenplatz                       | Pumpenhaus                           |              |                                      |
|    | Peckateler Straße 1 (Karte)       | Wohnhaus/Werkstatt                   |              |                                      |
|    | B 321                             | Todesmarschgedenkstein               | B 321        | Todesmarschgedenkstein               |
|    | B 321                             | Todesmarschgedenkstein               |              |                                      |
|    | B 321                             | Meilenstein                          |              |                                      |

## Ehemalige Baudenkmale
| ID | Lage                    | Bezeichnung        | Beschreibung | Bild |
| -- | ----------------------- | ------------------ | ------------ | ---- |
|    | Forststraße 7/9 (Karte) | Marstall, ehem.    |              |      |
|    | Lindenplatz 7 (Karte)   | Pferdestall, ehem. |              |      |
|    | Lindenplatz 8 (Karte)   | Pferdestall, ehem. |              |      |